# Davide Bulega
Davide Bulega (Torino, 7 aprile 1971) è un pilota motociclistico italiano ritiratosi dall'attività agonistica.

## Carriera

### Gli inizi
La sua carriera nel motociclismo ha avuto inizio con la vittoria nel 1989 del campionato italiano Sport Production con una Aprilia AF1, venne poi ingaggiato nei primi anni novanta dalla Cagiva per gareggiare sempre nel campionato Italiano Sport Production con la Cagiva Mito e come collaudatore delle moto che correvano nel motomondiale - classe 500.

### Classe 250
Esordisce nella classe 250 nel 1993 con un'Aprilia grazie ad una wild card in occasione del Gran Premio motociclistico d'Italia dove taglia il traguardo in 23ª posizione. Corre poi lo stesso Gran Premio anche nel 1994, senza portare a termine la gara. Nel 1995 le sue presenze si intensificano e corre sei Gran Premi sempre nella stessa classe ma con una Honda del team Givi Racing, ottenendo un 16º posto quale miglior risultato stagionale e nessun punto in classifica. Nel 1996 torna all'Aprilia con il team Italia, classificandosi 24º al termine della stagione con 14 punti ottenuti. Corre un solo Gran Premio nel 1997, giungendo 17º nel GP della Città di Imola. Sempre nel 1997 gareggia anche nel campionato Europeo Velocità e ottiene il titolo continentale. Nel 1998 torna come pilota titolare nel motomondiale con il team OXS Matteoni, iniziando la stagione con una Honda e terminandola con una ERP-Honda, si posiziona al 25º posto con 11 punti in campionato.

### Supersport
Nel 1999 si sposta nel campionato mondiale Supersport correndo le prime gare stagionali con una Ducati 748 R, senza ottenere punti per la classifica piloti. Continua nel mondiale Supersport anche nel 2000 passando alla guida della Yamaha YZF-R6 del team GIMotorsports, ma proprio come l'anno precedente corre solo le prove iniziali in calendario, senza racimolare punti. Nel 2001 ha fondato insieme al padre il team Lightspeed, con il quale corre il primo anno lo stesso Bulega con scarso successo, nella stessa stagione conquista due punti nell'europeo Supersport. Ritiratosi a fine stagione, rimane nell'ambiente del motociclismo sportivo sino al 2007 solo come team manager della squadra di famiglia. Negli anni a seguire continua nella carriera manageriale, anche al di fuori del mondo del motociclismo.
È padre del pilota motociclistico Nicolò Bulega.

## Risultati in gara

### Motomondiale
| 1993 | Classe | Moto    |  |  |  |  |  |  |  |  |  |  |  |    |  |  |  | Punti | Pos. |
| ---- | ------ | ------- |  |  |  |  |  |  |  |  |  |  |  | -- |  |  |  | ----- | ---- |
| 1993 | 250    | Aprilia |  |  |  |  |  |  |  |  |  |  |  | 23 |  |  |  | 0     |      |

| 1994 | Classe | Moto    |  |  |  |  |  |  |  |     |  |  |  |  |  |  |  | Punti | Pos. |
| ---- | ------ | ------- |  |  |  |  |  |  |  | --- |  |  |  |  |  |  |  | ----- | ---- |
| 1994 | 250    | Aprilia |  |  |  |  |  |  |  | Rit |  |  |  |  |  |  |  | 0     |      |

| 1995 | Classe | Moto  |     |    |     |  |    |    |  |  |    |    |     |    |    |  |  | Punti | Pos. |
| ---- | ------ | ----- | --- | -- | --- |  | -- | -- |  |  | -- | -- | --- | -- | -- |  |  | ----- | ---- |
| 1995 | 250    | Honda | Rit | 19 | Rit |  | NP | NP |  |  | NP | NP | Rit | 16 | 19 |  |  | 0     |      |

| 1996 | Classe | Moto    |    |    |     |    |    |    |    |    |    |     |    |    |    |     |     | Punti | Pos. |
| ---- | ------ | ------- | -- | -- | --- | -- | -- | -- | -- | -- | -- | --- | -- | -- | -- | --- | --- | ----- | ---- |
| 1996 | 250    | Aprilia | 14 | 14 | Rit | 16 | 21 | 17 | 13 | 18 | 15 | Rit | 19 | 10 | 17 | Rit | Rit | 14    | 24º  |

| 1997 | Classe | Moto    |  |  |  |    |  |  |  |    |  |  |  |  |  |  |  | Punti | Pos. |
| ---- | ------ | ------- |  |  |  | -- |  |  |  | -- |  |  |  |  |  |  |  | ----- | ---- |
| 1997 | 250    | Aprilia |  |  |  | NP |  |  |  | 17 |  |  |  |  |  |  |  | 0     |      |

| 1998 | Classe | Moto              |    |     |     |    |    |    |    |    |    |    |    |     |     |    |  | Punti | Pos. |
| ---- | ------ | ----------------- | -- | --- | --- | -- | -- | -- | -- | -- | -- | -- | -- | --- | --- | -- |  | ----- | ---- |
| 1998 | 250    | Honda e ERP-Honda | 20 | Rit | Rit | 14 | 16 | 14 | 17 | NP | 13 | 20 | 16 | Rit | Rit | 12 |  | 11    | 25º  |

| Legenda | 1º posto        | 2º posto            | 3º posto            | A punti      | Senza punti        | Grassetto – Pole position Corsivo – Giro più veloce |
| Legenda | Gara non valida | Non qual./Non part. | Ritirato/Non class. | Squalificato | '-' Dato non disp. | Grassetto – Pole position Corsivo – Giro più veloce |

### Campionato mondiale Supersport
| 1999 | Moto   |    |     |    |     |    |    |  |  |  |  |  | Punti | Pos. |
| ---- | ------ | -- | --- | -- | --- | -- | -- |  |  |  |  |  | ----- | ---- |
| 1999 | Ducati | NP | Rit | NQ | Rit | NP | 26 |  |  |  |  |  | 0     |      |

| 2000 | Moto   |    |     |    |    |    |     |  |  |  |  |  | Punti | Pos. |
| ---- | ------ | -- | --- | -- | -- | -- | --- |  |  |  |  |  | ----- | ---- |
| 2000 | Yamaha | 16 | Rit | 18 | 22 | 19 | Rit |  |  |  |  |  | 0     |      |

| 2001 | Moto   |  |  |    |     |     |     |    |    |  |  |     | Punti | Pos. |
| ---- | ------ |  |  | -- | --- | --- | --- | -- | -- |  |  | --- | ----- | ---- |
| 2001 | Yamaha |  |  | 21 | Rit | Rit | Rit | 20 | 25 |  |  | Rit | 0     |      |

| Legenda | 1º posto        | 2º posto            | 3º posto           | A punti      | Senza punti        | Grassetto – Pole position Corsivo – Giro più veloce |
| Legenda | Gara non valida | Non qual./Non part. | Ritirato/Non class | Squalificato | '-' Dato non disp. | Grassetto – Pole position Corsivo – Giro più veloce |